# 15986 Fienga
15986 Fienga (1998 XU1) là một tiểu hành tinh vành đai chính được phát hiện ngày 7 tháng 12 năm 1998 bởi Khảo sát tiểu hành tinh OCA-DLR ở Caussols.